# Paróquia São João Maria Vianney
A Paróquia São João Maria Vianney é uma igreja localizada na Praça Cornélia, bairro da Água Branca, distrito da Lapa, Zona Oeste da cidade de São Paulo. A igreja foi construída em 1932 em homenagem ao santo francês São João Maria Vianney, também conhecido como Cura D’Ars e foi inaugurada em 29 de outubro de 1933.
A região da igreja possui maioria de origem italiana e, por conta da igreja e da Praça Cornélia, tornou-se um ponto de encontro e passeio de moradores. Atualmente, a Praça recebe uma feira de artesanato. Na feira, que acontece aos sábados, é possível encontrar produtos de artesanato, artes plásticas, pedras, comidas típicas, plantas ornamentais, antiguidades, brechó, numismática, crochê e bijuterias. Em alguns dias também ocorrem apresentações artísticas no local.

## História
A atitude de construir a igreja partiu do Arcebispo Metropolitano de São Paulo contemporâneo à época, Dom Duarte Leopoldo e Silva, por conta de uma viagem à França para assistir as festividades da canonização de São João Maria Vianney. Unido ao desejo dos moradores da região de possuir um espaço de convivência com a doação do terreno em que a igreja se encontra, na Praça Cornélia, localizada na Rua Clélia, pelo casal Dr. Paulo de Souza Queiróz e Dona Narcisa O. de Souza Queiroz. O casal apenas doou o terreno desde que ele fosse futuramente sede de uma igreja "onde os habitantes da Água Branca possam encontrar os socorros espirituais do culto católico".

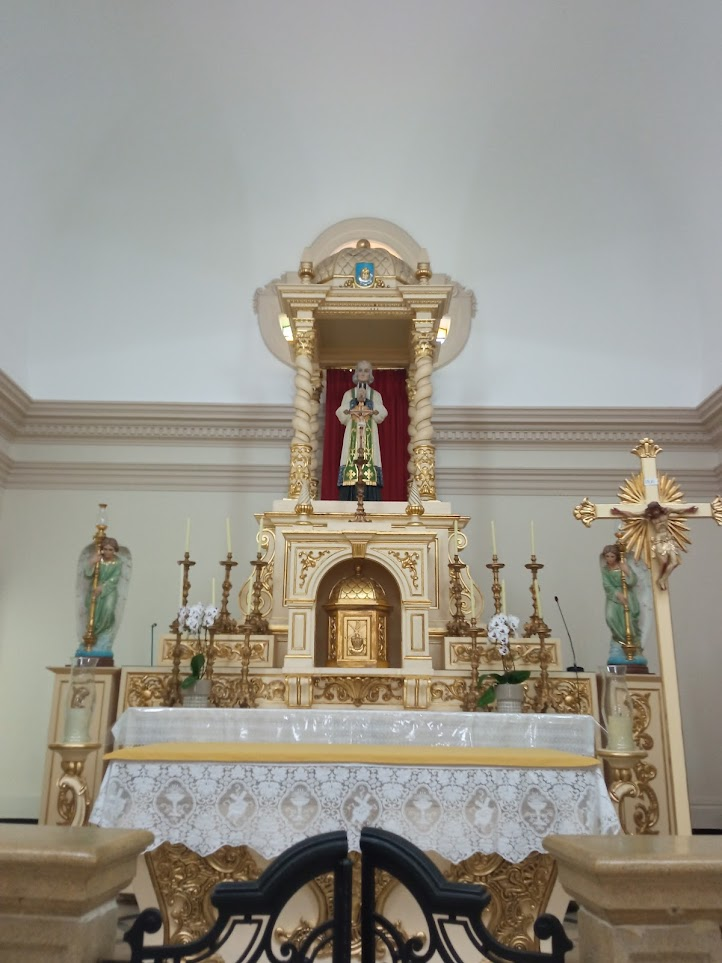
Altar-mor da Paróquia São João Maria Vianney

A construção iniciou ao fim do ano de 1927. Em 5 de setembro de 1931 foi finalizada a cobertura da igreja, enquanto sua inauguração oficial ocorreu em 17 de abril de 1932, que teve uma missa celebrada pelo Cônego Nicolau Cosentino. Já o discurso de instalação foi proferido pelo Padre Alberto Pequeno, reitor do Seminário Provincial.
Em 29 de outubro de 1933, a igreja deixou de fazer parte da Paróquia de Nossa Senhora da Lapa e de Nossa Senhora de Montserrat de Pinheiros.
A região da igreja possui maioria de origem italiana e, por conta da igreja e da Praça Cornélia, tornou-se um ponto de encontro e passeio de moradores. Atualmente, a Praça recebe uma feira de artesanato.

### Órgão de tubos
A igreja conta com um órgão de tubos de 75 anos inaugurado em 21 de outubro de 1956, com o monsenhor Luis Gonzaga de Moura, e ficou inoperante durante 15 anos até ser restaurado em 2015. Durante a restauração, o organeiro encontrou afixado no teto da caixa acústica do órgão uma placa com o programa da primeira missa.
Quando obtido, o instrumento de grande porte acompanhava o renomado Coral do Santo Cura D'ars, com cerca de 40 vozes, que se apresentava frequentemente na Paróquia São João Maria Vianney, tendo como diretor o maestro Victor Barbieri.
O órgão pneumático funciona bombeando o ar e, conforme o registro acionado, é liberado para sair pelos tubos. Ele conta com 300 tubos de madeira e apenas quatro registros.

### Sino
O sino da Paróquia toca há 81 anos antes das missas nos domingos de manhã. Essa tradição acarretou em um a multa de R$36.540, aplicada pelo Programa de Silêncio Urbano (Psiu) por conta de uma denúncia de um morador da região ao Ministério Público Estadual de São Paulo (MPE). O sino foi tocado 16 segundos além do permitido, na manhã do dia 30 de novembro de 2014, quando duas fiscais checaram que os ruídos também chegavam a 80 decibéis às 9h50 da manhã, sendo o limite 65 decibéis. A denúncia está garantida pela Lei nº 11.804, de 19 de junho de 1995, que determinou que os sinos das igrejas só podem tocar por 60 segundos a cada hora.

## Arquitetura
Foi arquitetada pelo arquiteto e engenheiro Alexandre Albuquerque. A igreja se alinha mais proximamente ao estilo de arquitetura barroca. O centro da igreja está alinhado com o centro da Praça Cornélia. A fachada compõe-se de um corpo principal arredondado e dois corpos laterais circulares.
O processo de tombamento do patrimônio pelo CONPRESP (Conselho Municipal de Preservação do Patrimônio Histórico, Cultural e Ambiental da Cidade de São Paulo) foi justificado por conta da preservação dos conjuntos do bairro da Lapa, que passa por acelerada transformação. Assim, pretende-se com o tombamento preservar a memória dos elementos arquitetônicos da região.

## O Santo

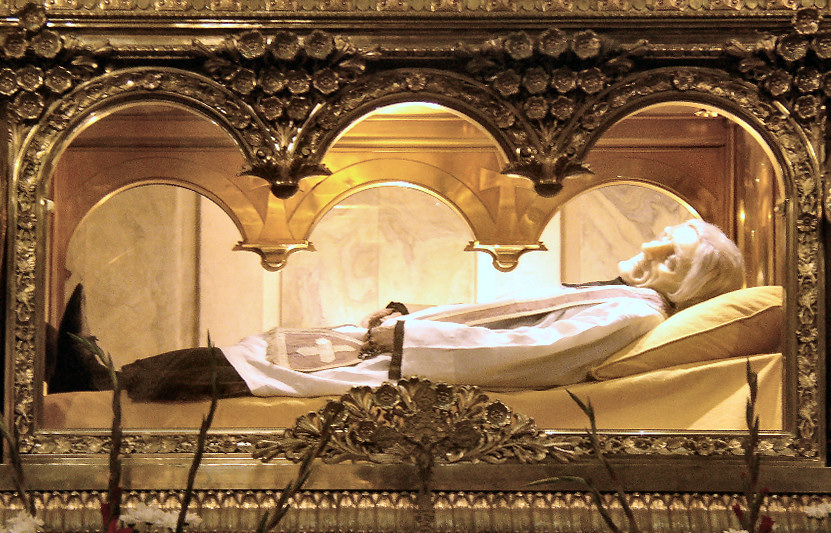
O corpo incorrupto de São João Maria Vianney na Basílica de Ars.

São João Maria Vianney (Dardilly, Ródano, 8 de maio de 1786  — Ars-sur-Formans, 4 de agosto de 1859) foi um sacerdote francês, beatificado pelo papa São Pio X em 1905, canonizado pelo papa Pio XI em 1925. Ele possuía fama devido ao seus possíveis dons e de sua santidade correu entre os fiéis de todas as partes da Europa. Iam para paróquia de Ars com o objetivo de vê-lo para confessar-se com ele pois tinha fama de ser confessor. Mesmo que para isto tivessem de esperavam horas ou dias inteiros. Assim, o local tornou-se um centro de peregrinações.
O Cura de Ars, como era chamado, nunca parou para descansar. Morreu, consumido pela fadiga, na noite de 4 de agosto de 1859, aos setenta e três anos de idade. Seu corpo incorrupto encontra-se na igreja da paróquia de Ars.

## Galeria de fotos

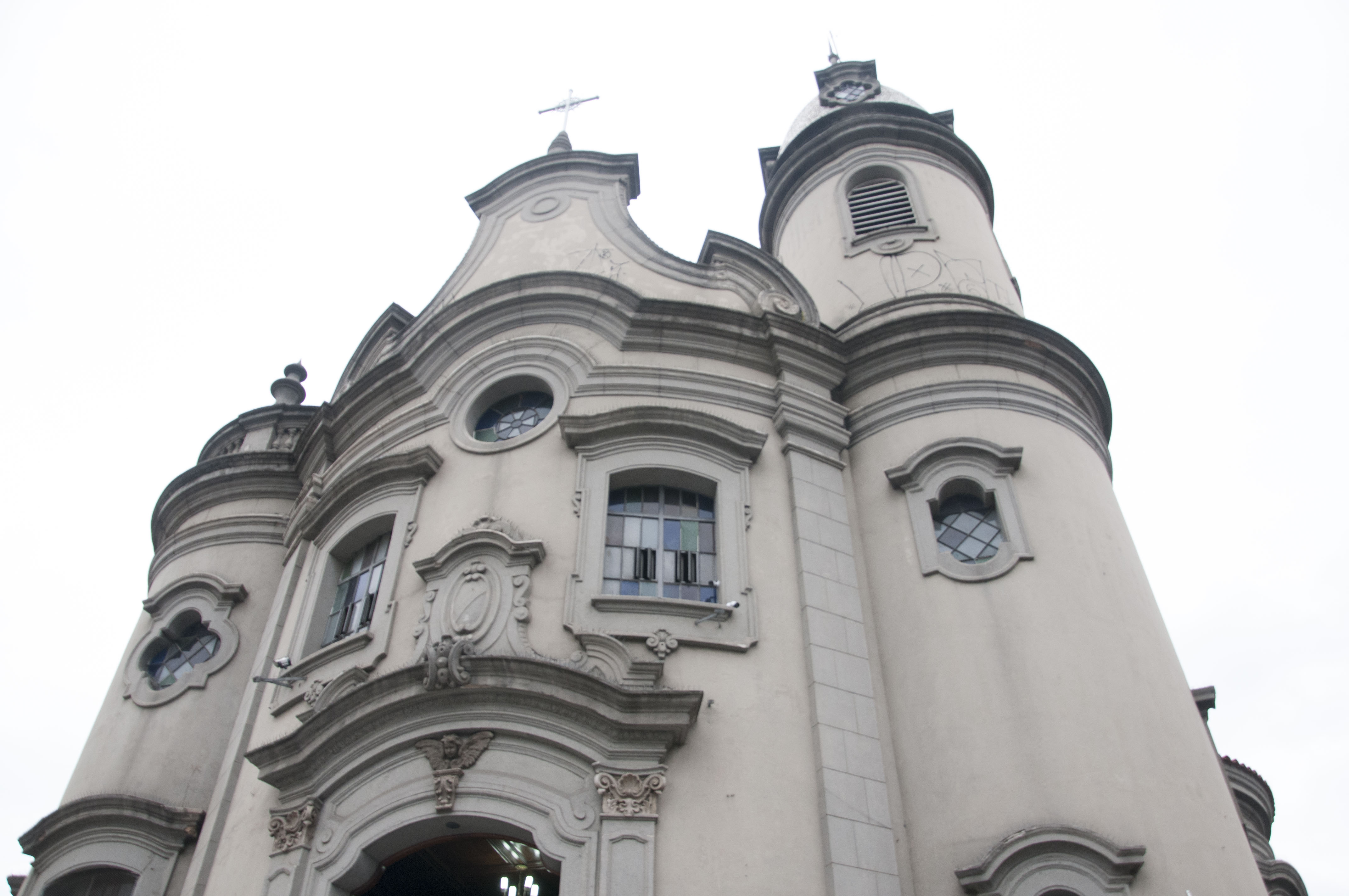
Vista da Paróquia São João Maria Vianney
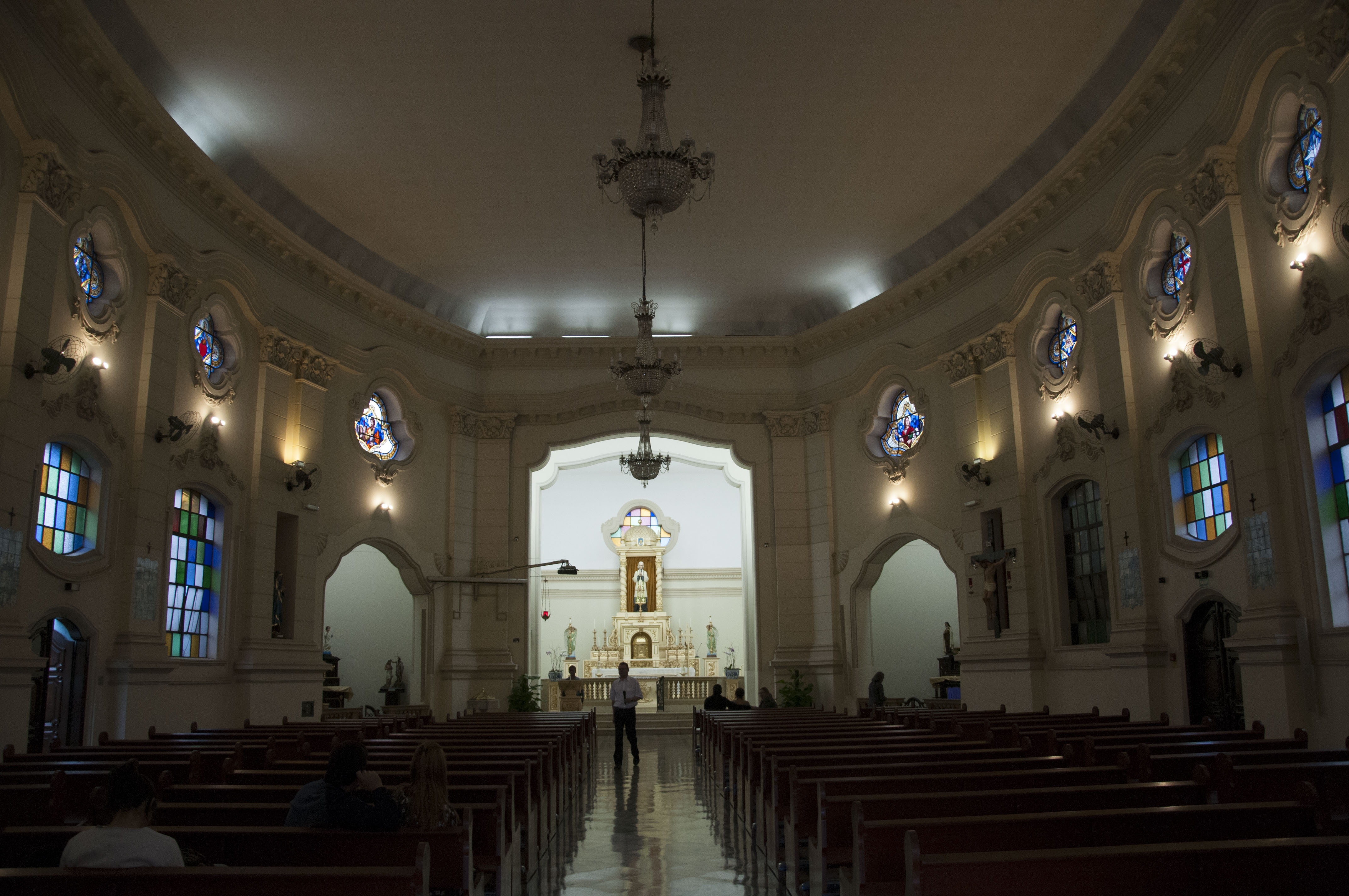
Vista interna da Paróquia São João Maria Vianney
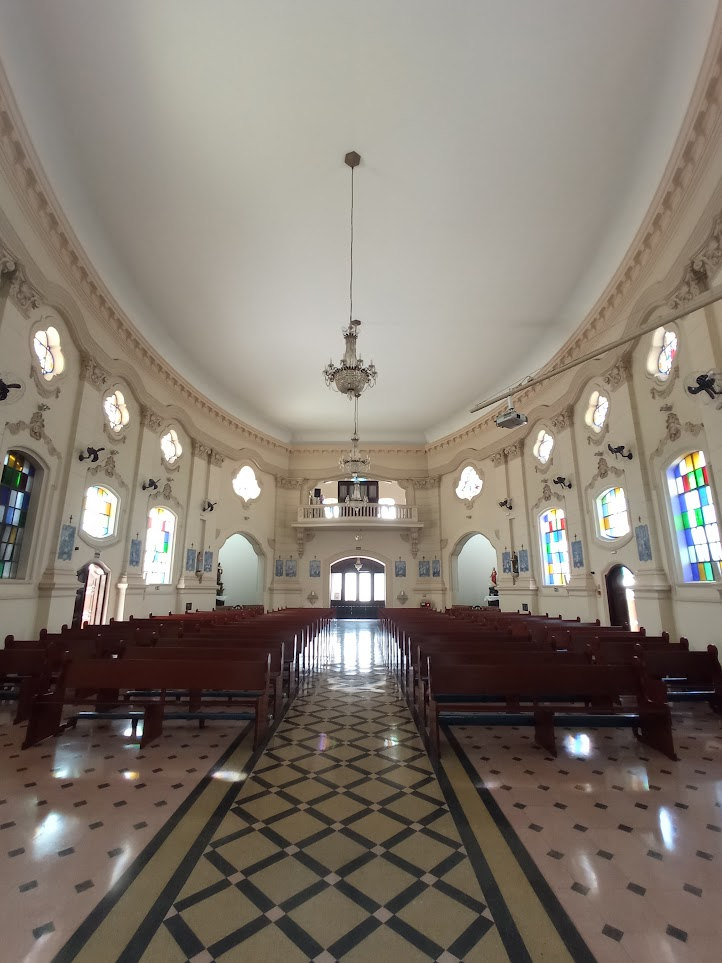
Vista interna da igreja da perspectiva do altar
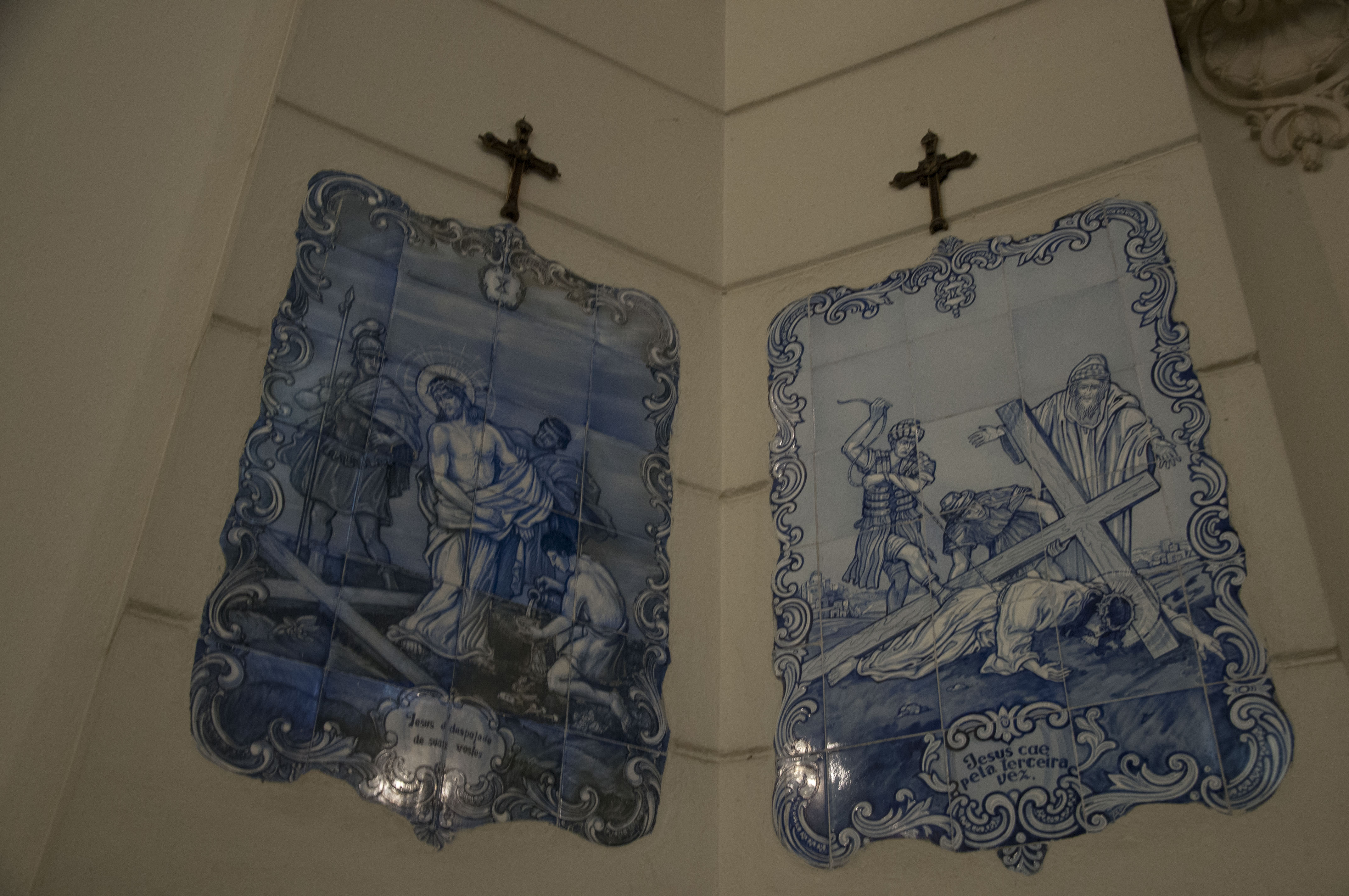
Nona e décima estações da Via Sacra
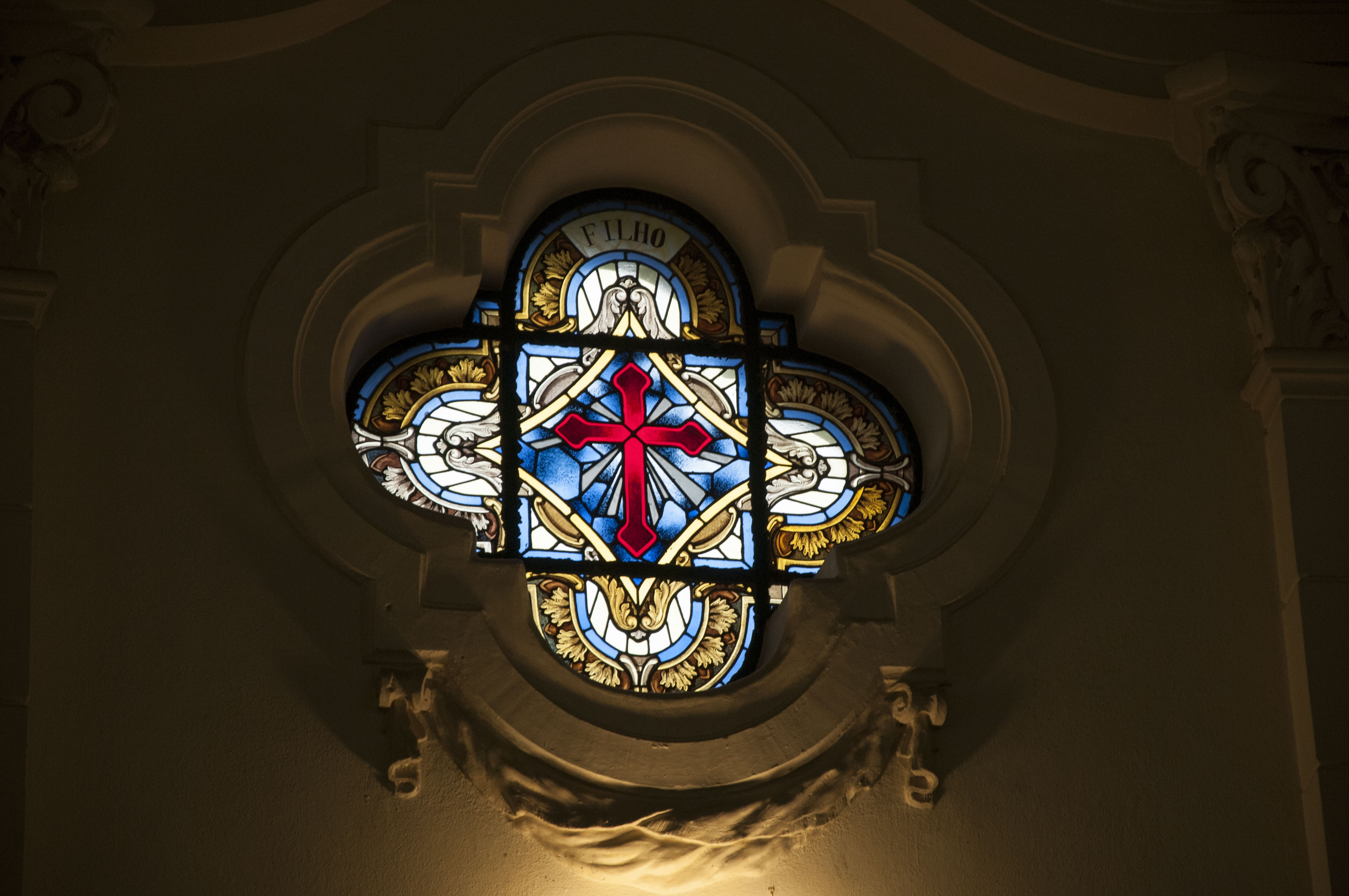
Vitral da segunda pessoa da Santíssima Trindade (Jesus)
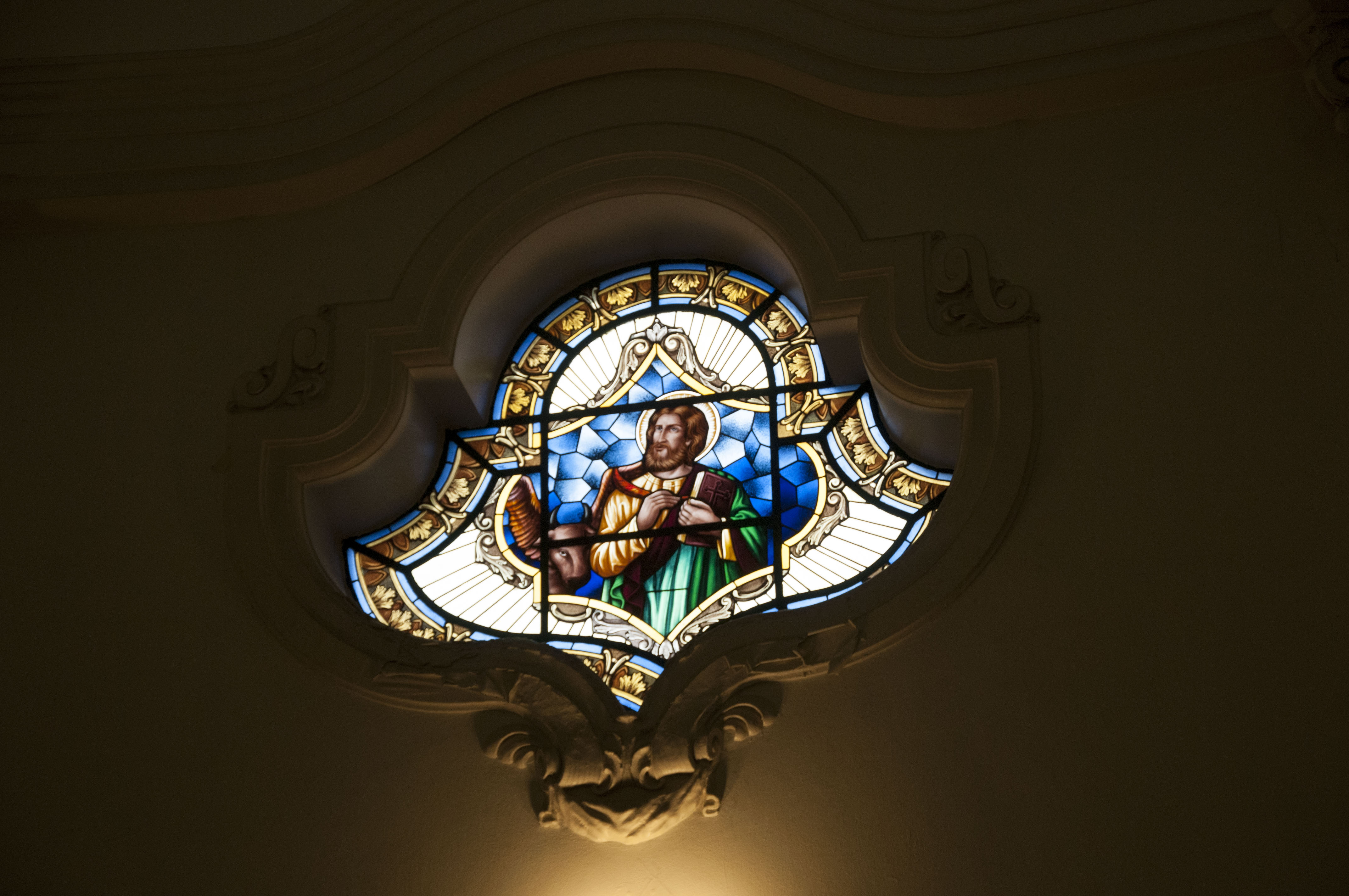
Vitral de São Lucas Evangelista
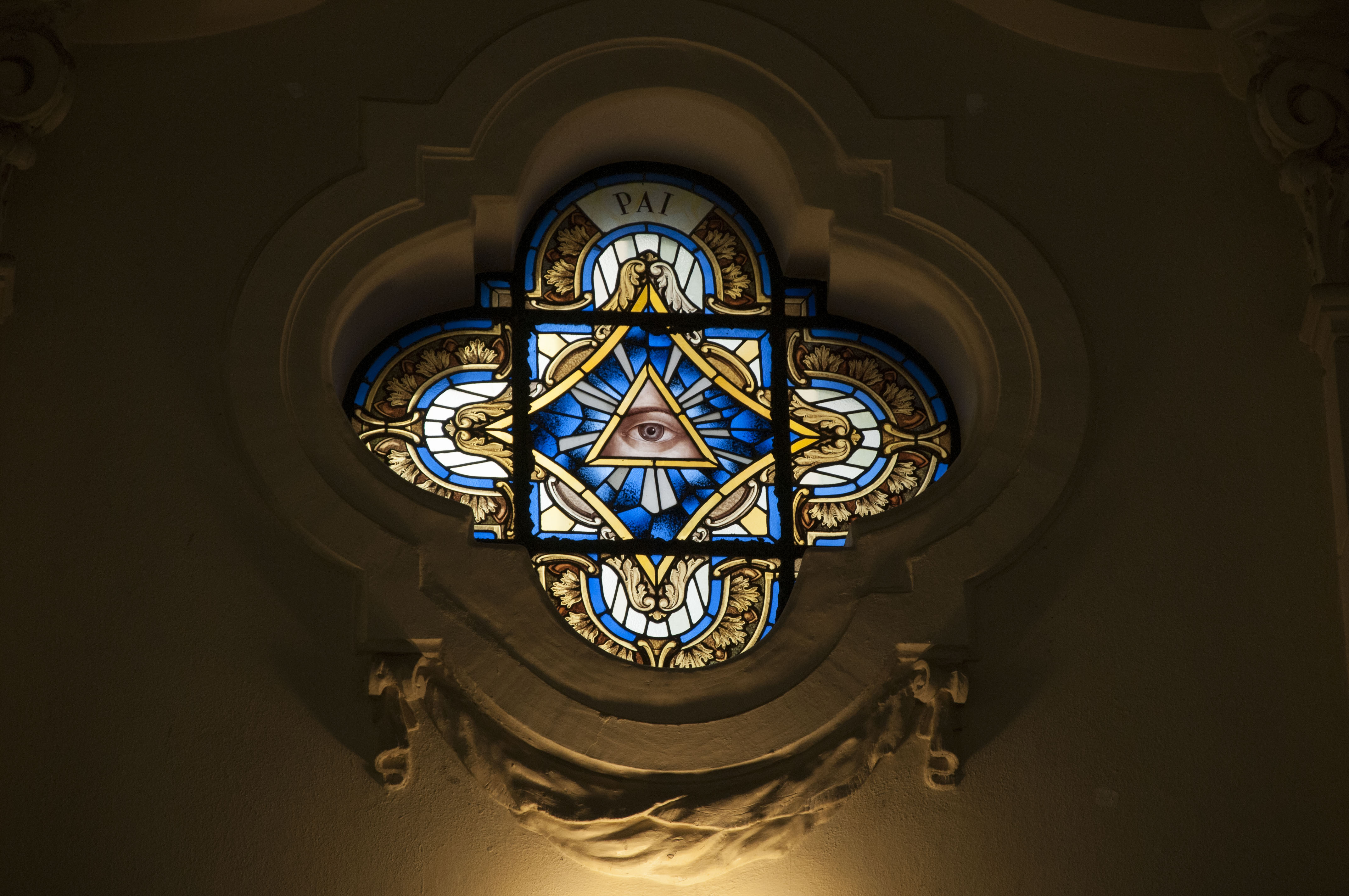
Vitral do Olho da Providência
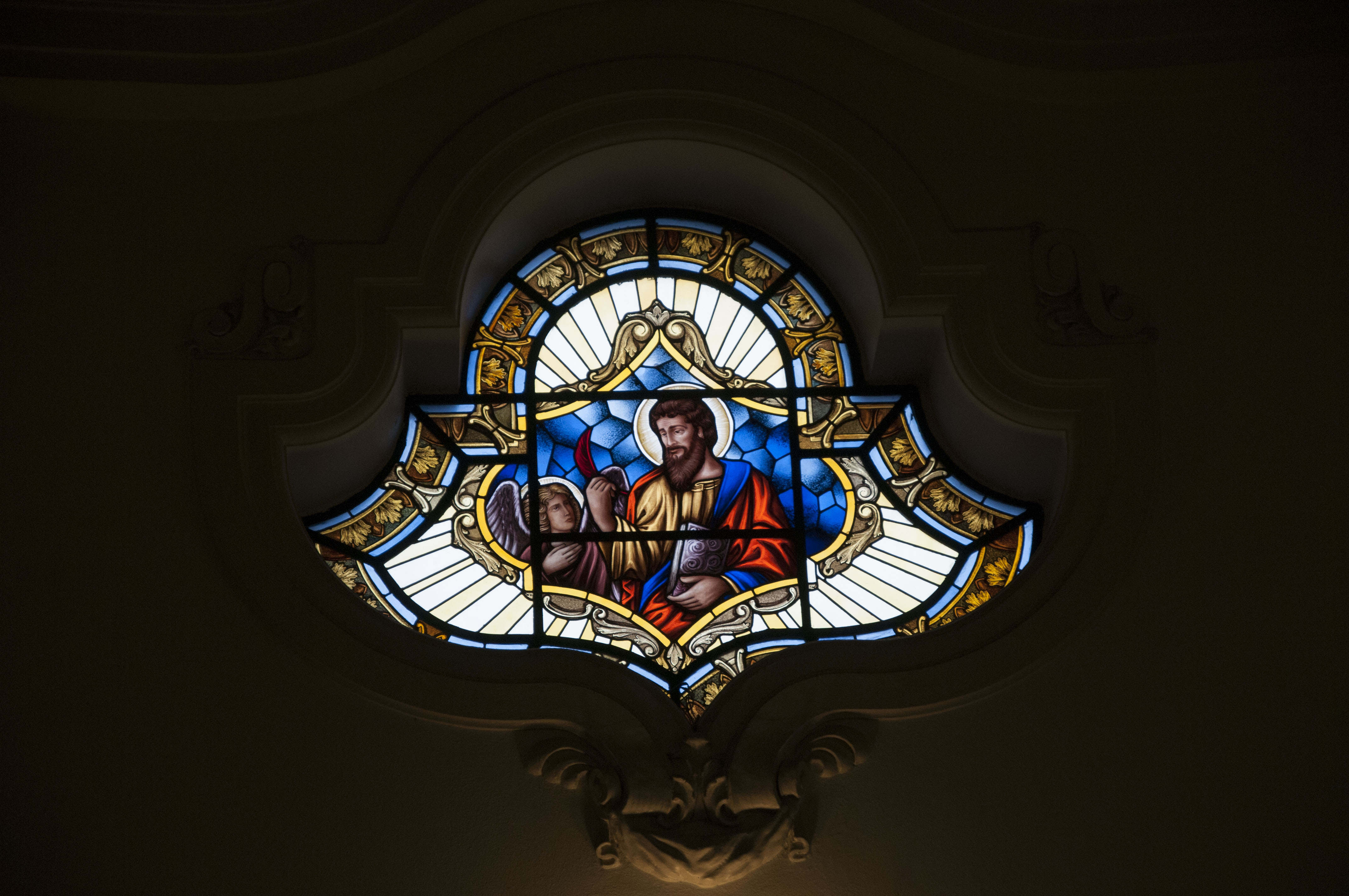
Vitral de São Mateus
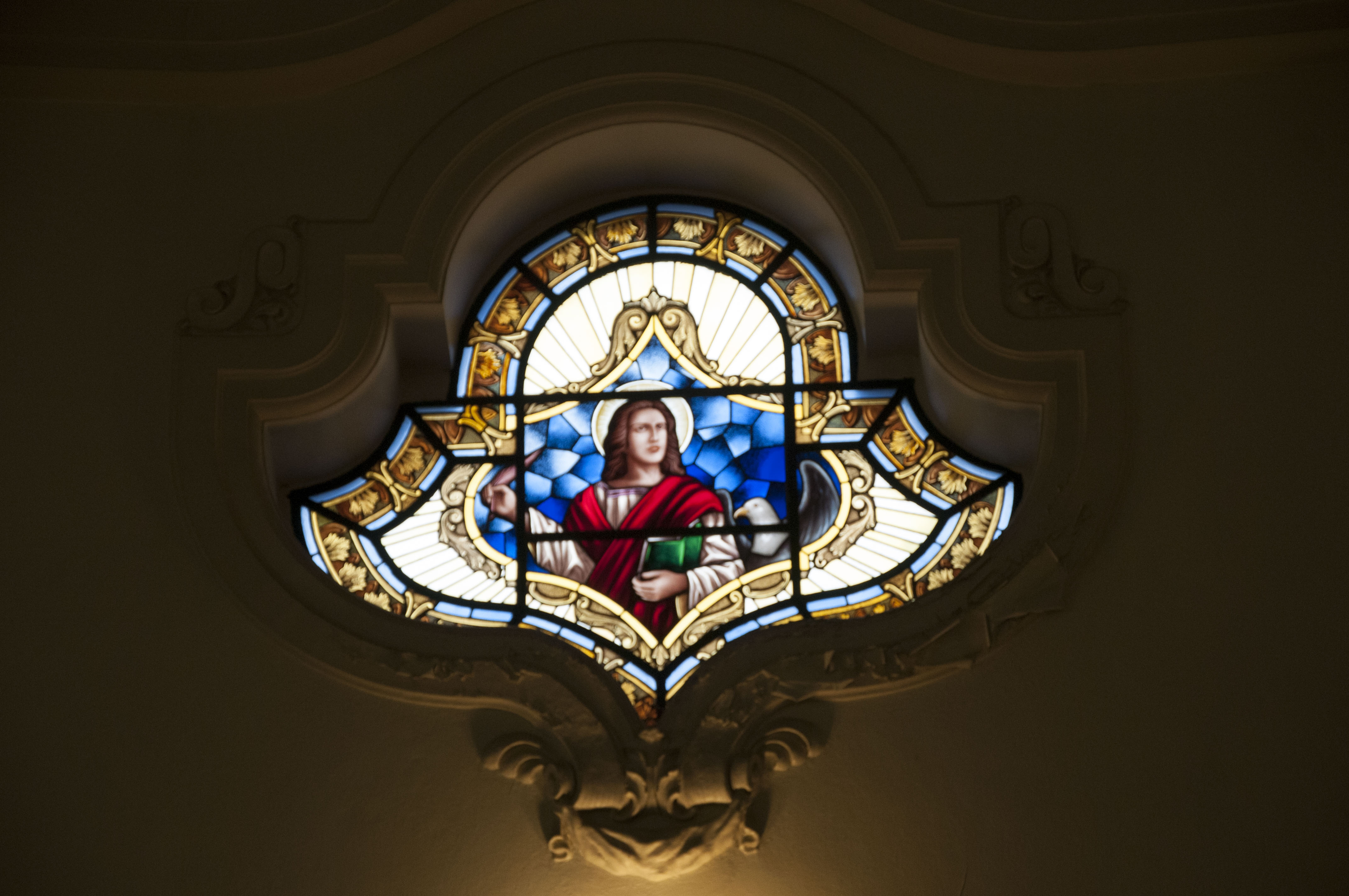
Vitral de São João Evangelista
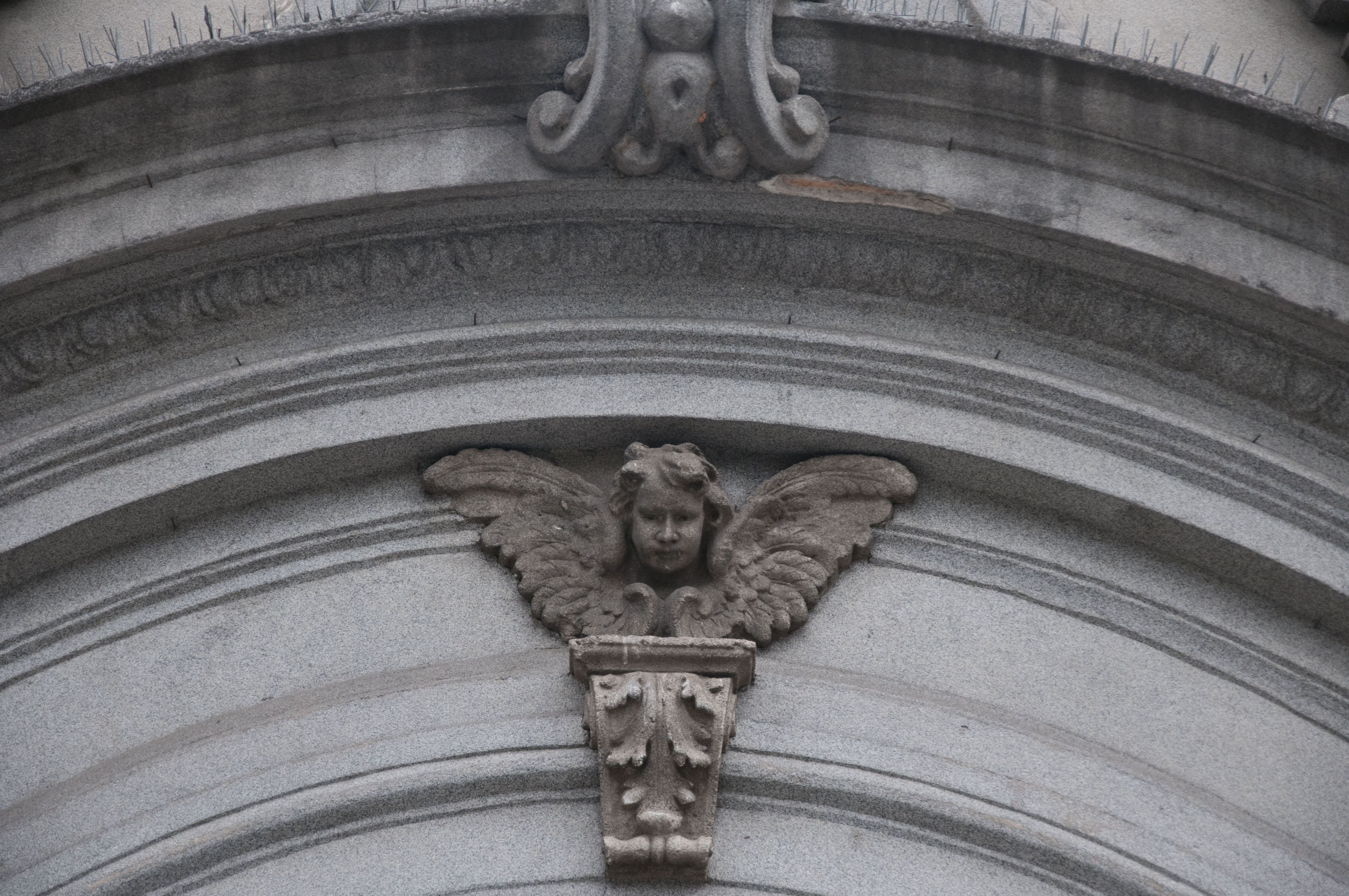
Detalhe da fachada da Paróquia São João Maria Vianney
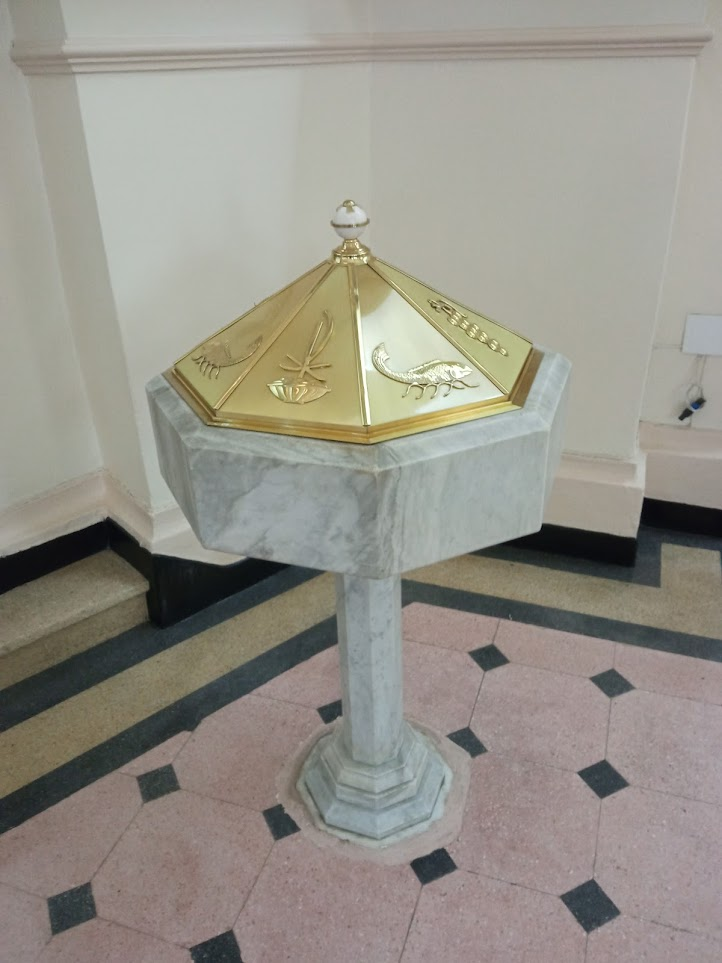
Pia batismal
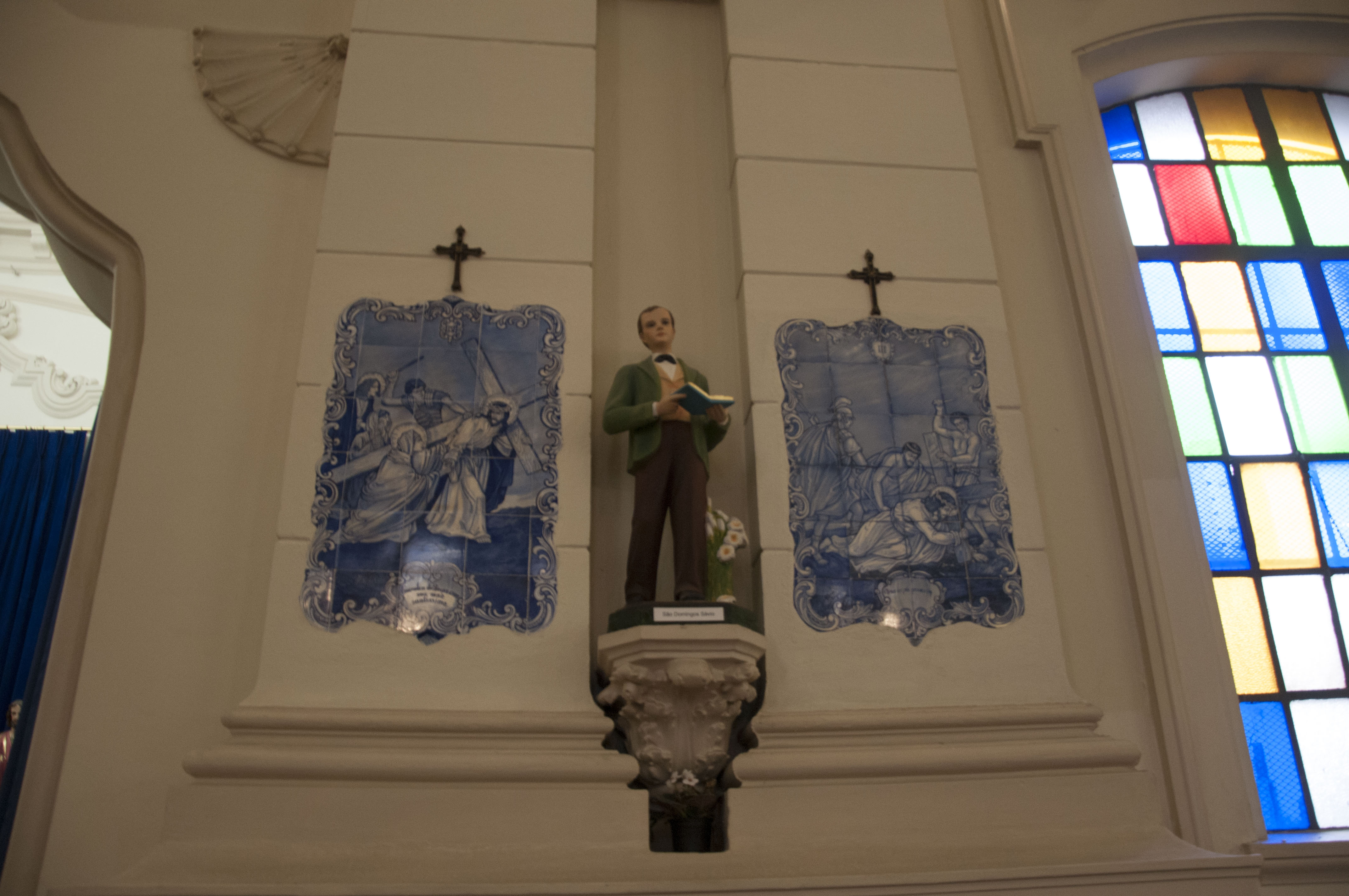
Imagem de São Domingos Sávio e a terceira e quarta estações da Via Sacra
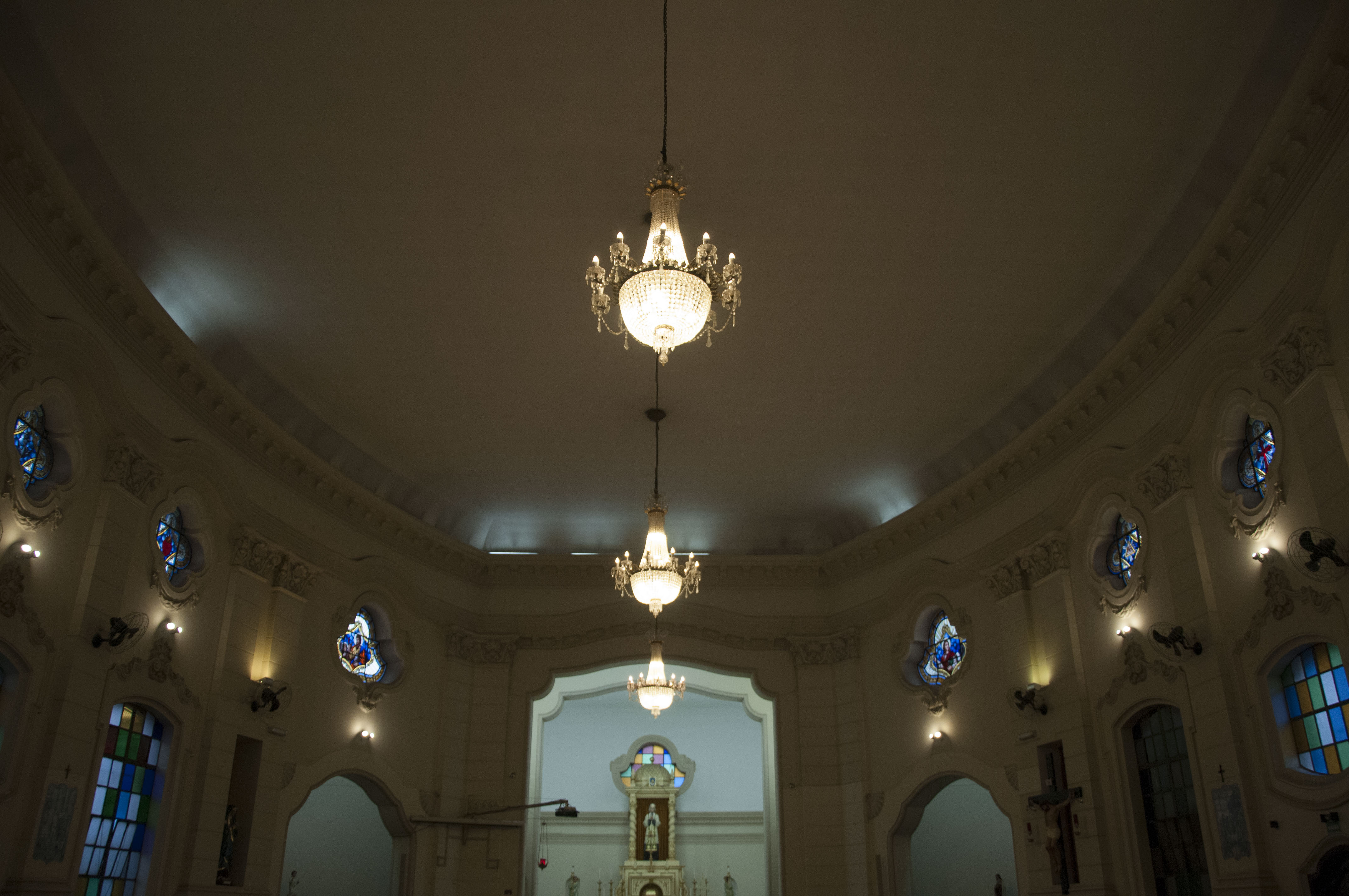
Lustres do interior da Paróquia
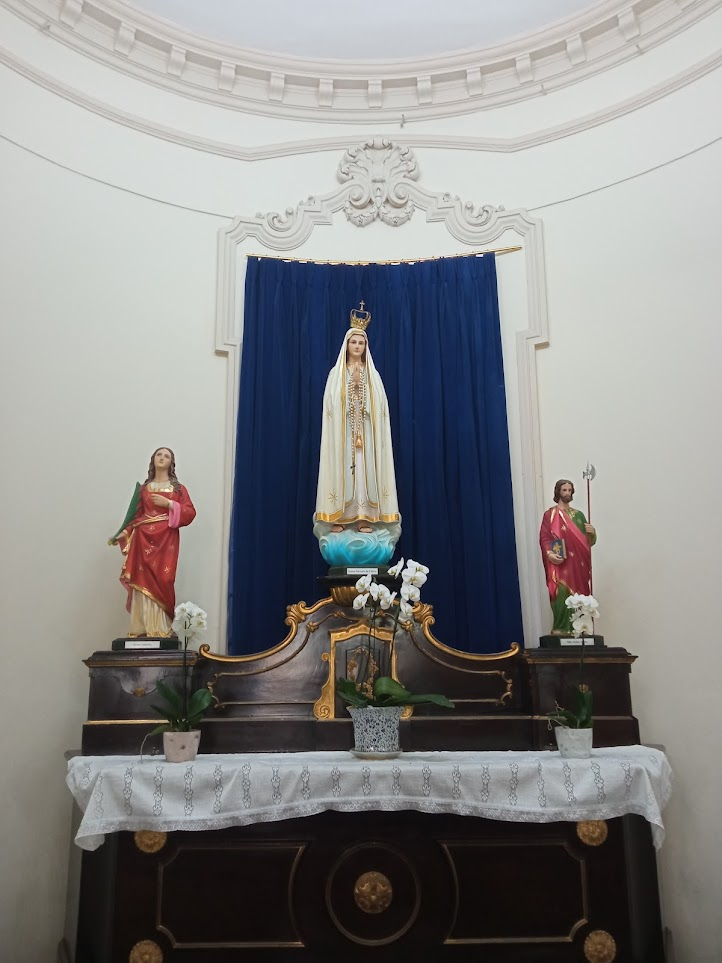
Altar de Nossa Senhora de Fátima
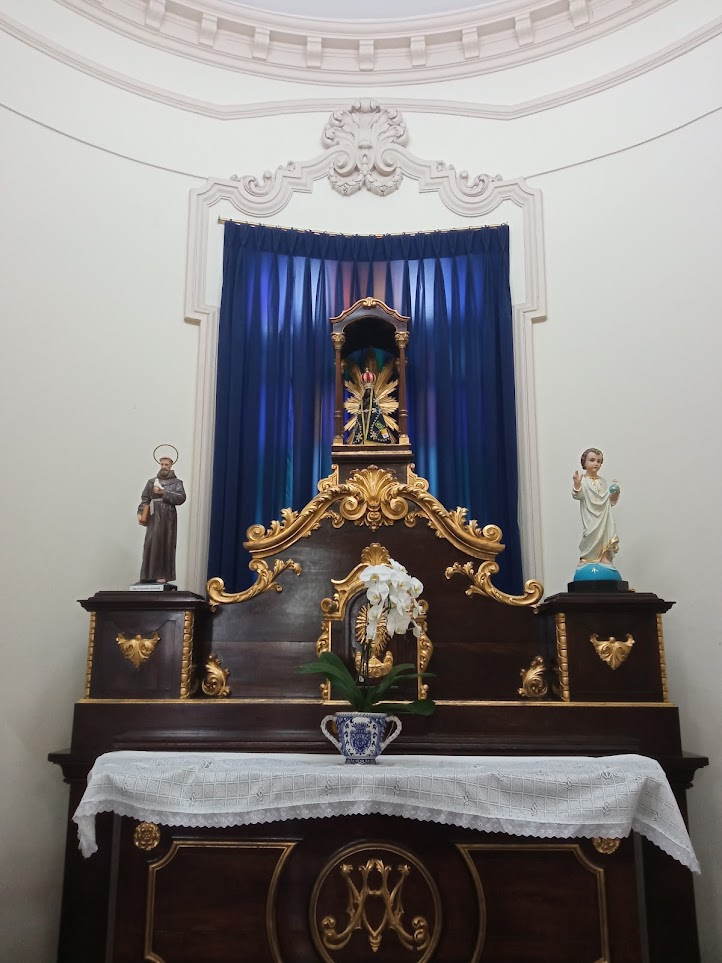
Altar de Nossa Senhora Aparecida
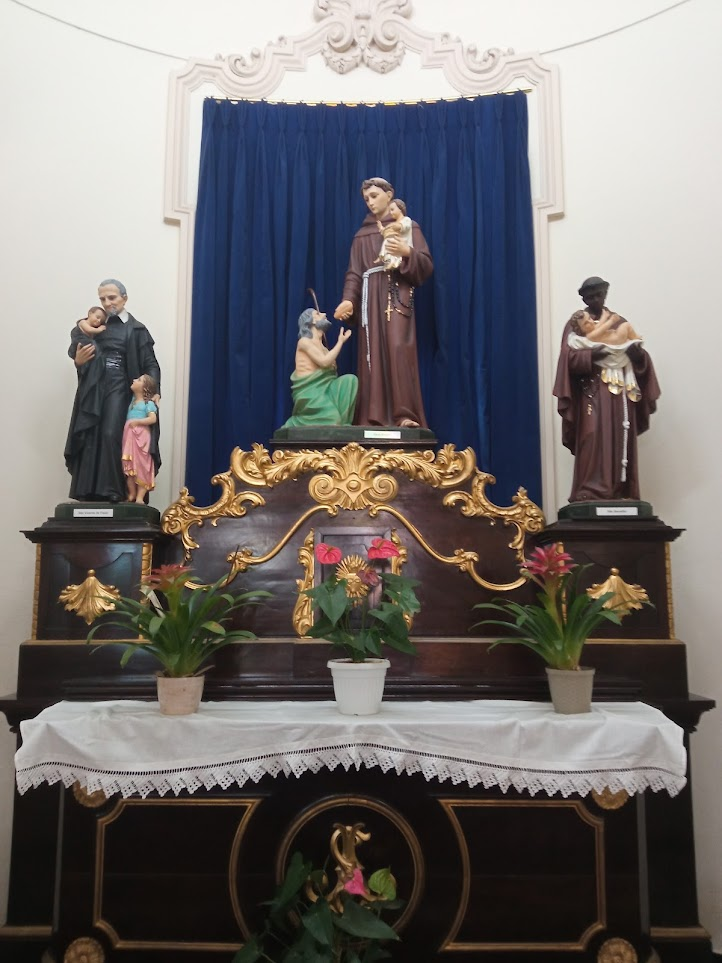
Altar de Santo Antônio
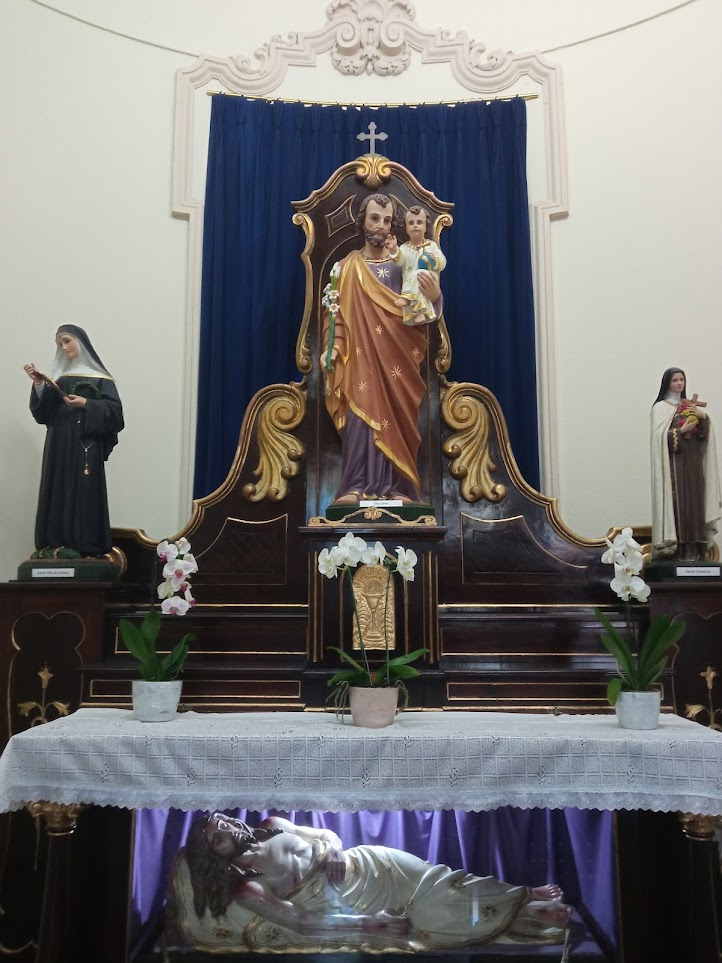
Altar de São José
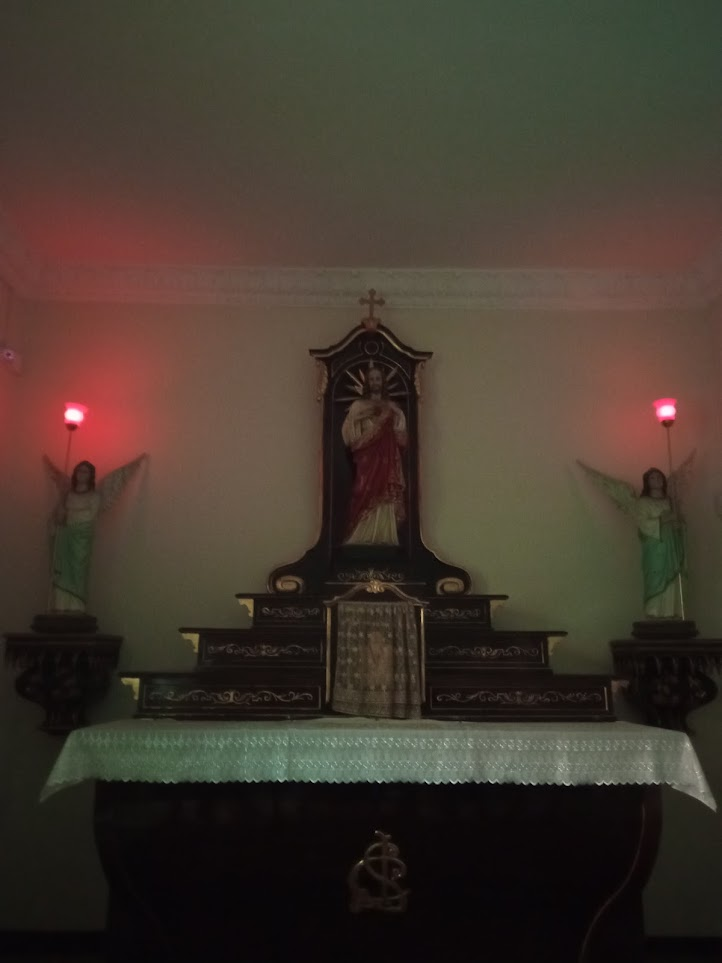
Altar da Capela do Santíssimo